# Nikola One
Nikola One — воднево-електричний магістральний тягач із повністю незалежною підвіскою коліс, що розробляється компанією Nikola Motor Company, презентація якої відбулася 1 грудня 2016 року.
Машину урухомлюють електромотор-колеса, які підживлюються від силової установки на паливних елементах — сумарна потужність становить 1000 к. с. При цьому є акумуляторні батареї на 320 кВт·год. У результаті тягач може проїхати без дозаправки 1920 км.
Собівартість пробігу кілометри на водні вдвічі менше, ніж на дизпаливі. Середня швидкість в півтора раза вище. Серійне виробництво тягача Nikola One має розпочатися до 2020 року. До цього часу Nikola Motor збирається побудувати в США і Канаді понад 300 водневих заправок.